# Labriscorpio alliedensis
Labriscorpio
Genre
Espèce
Labriscorpio alliedensis, unique représentant du genre Labriscorpio, est une espèce fossile de scorpions de la famille des Proscorpiidae.

## Répartition
Cette espèce a été découverte en Illinois aux États-Unis. Elle date du Carbonifère.

## Étymologie
Son nom d'espèce, composé de allied et du suffixe latin -ensis, « qui vit dans, qui habite », lui a été donné en référence au lieu de sa découverte, la carrière de l'Allied Stone Company.

## Publication originale
- (en) Richard Leary, « Labriscorpio alliedensis: a new Carboniferous scorpion from Rock Island County, Illinois », Journal of Paleontology, 1980, vol. 54, no 6, p. 1255-1257.